# Dili Institute of Technology
Das Dili Institute of Technology ist eine Hochschule in der osttimoresischen Landeshauptstadt Dili. Es ist eine von der Agência Nacional para a Avaliação e Acreditação Académica (ANAAA) anerkannte offizielle Hochschule. Die Akkreditierung erfolgte 2009. Es befindet sich in der Rua DIT, im Stadtteil Aimutin, Aldeia Efaca.

## Geschichte

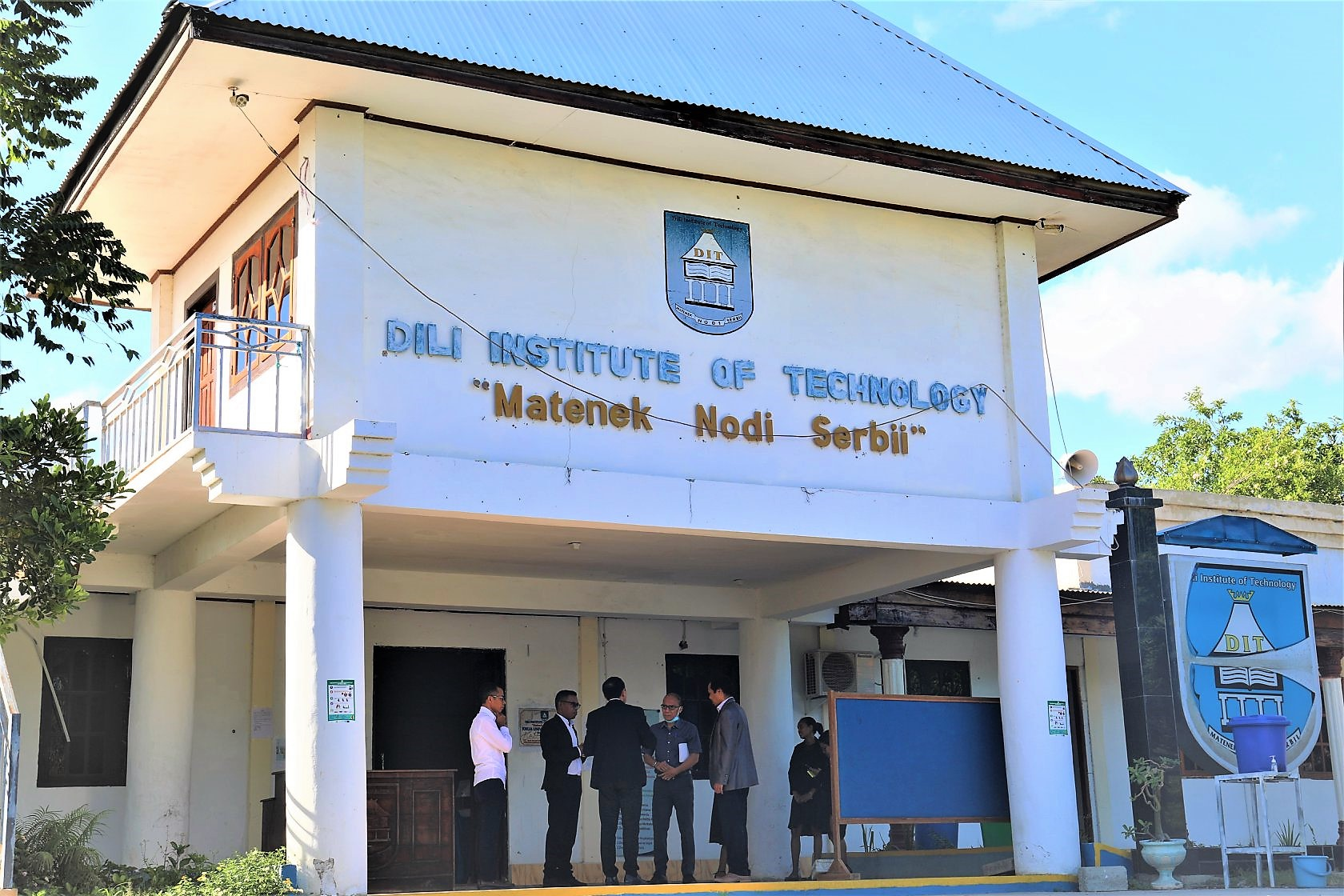
Das Dili Institute of Technology (2020)

Das DIT wurde als privates, gemeinnütziges Institut im Jahr 2002 gegründet, mit dem Ziel höhere Ausbildung für Jugendliche, Veteranen des Unabhängigkeitskampfes und deren Kinder anzubieten. 2006 musste das DIT eine Zeitlang aufgrund der Unruhen in Osttimor schließen. Dekan João Câncio Freitas beendete seine Arbeit am DIT. Mit der Wiedereröffnung im November 2006 übernahm den Posten Estanislau de Sousa Saldanha bis 2014.
In der Zeit von 2006 bis 2008 hatte das DIT nur wenige Studenten und häufte daher Schulden in Höhe von 150.000 US-Dollar an. Da die Bildung dort aber attraktiv war, konnten die Studentenzahlen gesteigert und die Schulden 2012 beglichen werden.

## Aktuelle und ehemalige Lehrkräfte
- João Câncio Freitas, Dekan/Rektor des DIT 2002–2006[4]
- Estanislau de Sousa Saldanha (* 1964), stellvertretender Rektor bei der Gründung,[5] Rektor von 2006 bis 2014[4]
- Manuel Vong (* 1962), Rektor des DIT 2015–2017[6]
- Alvaro Menezes Amaral, Rektor seit 20. Oktober 2017[7]
- Anuciano Guterres, Pro-Rektor[4]
- Salustiano Piedade, Pro-Rektor[4]
- Carla Alexandra da Costa, Pro-Rektor[4]
- Hélder Lopes[5]
- João Mariano Saldanha (* 1963), Wirtschaftswissenschaftler[8]

## Sonstiges
Die Fußballmannschaft des DIT, der Dili Institute of Technology FC (DIT FC), spielt 2017 in der zweiten Liga Osttimors.
Seit 2012 ist die Gottesmutter Maria, Schutzheilige des DIT.